# Энгельгардт, Павел Иванович

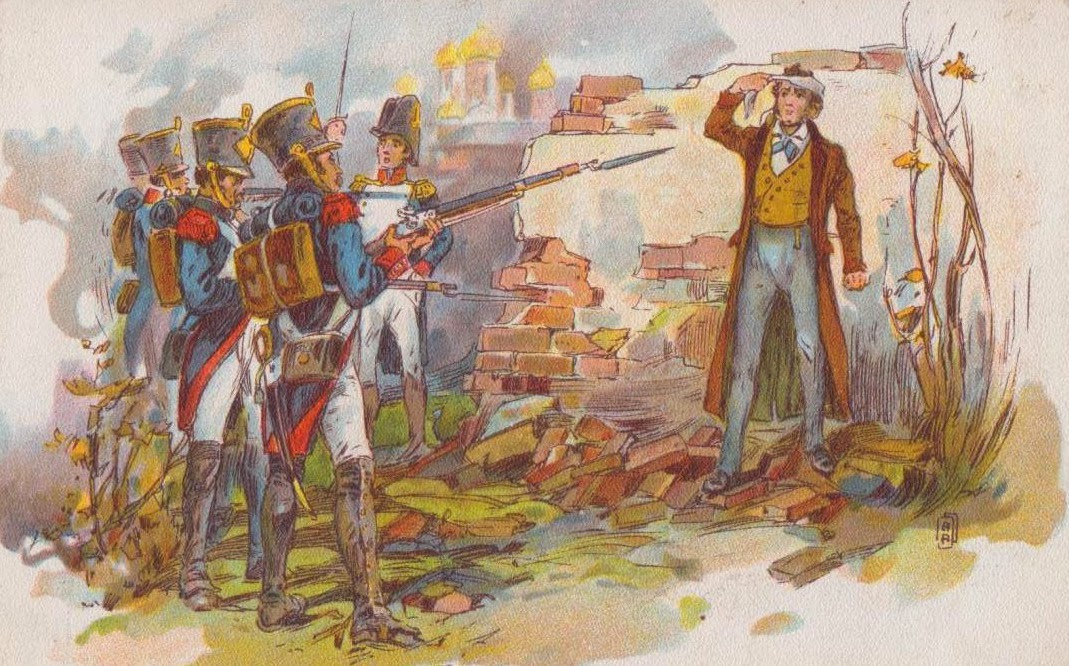
А. П. Апсит Подвиг Энгельгардта.

Павел Иванович Энгельгардт (1774—1812) — отставной подполковник российской армии, герой Отечественной войны 1812 года; командовал партизанским отрядом в Смоленской губернии. Расстрелян французами.

## Биография

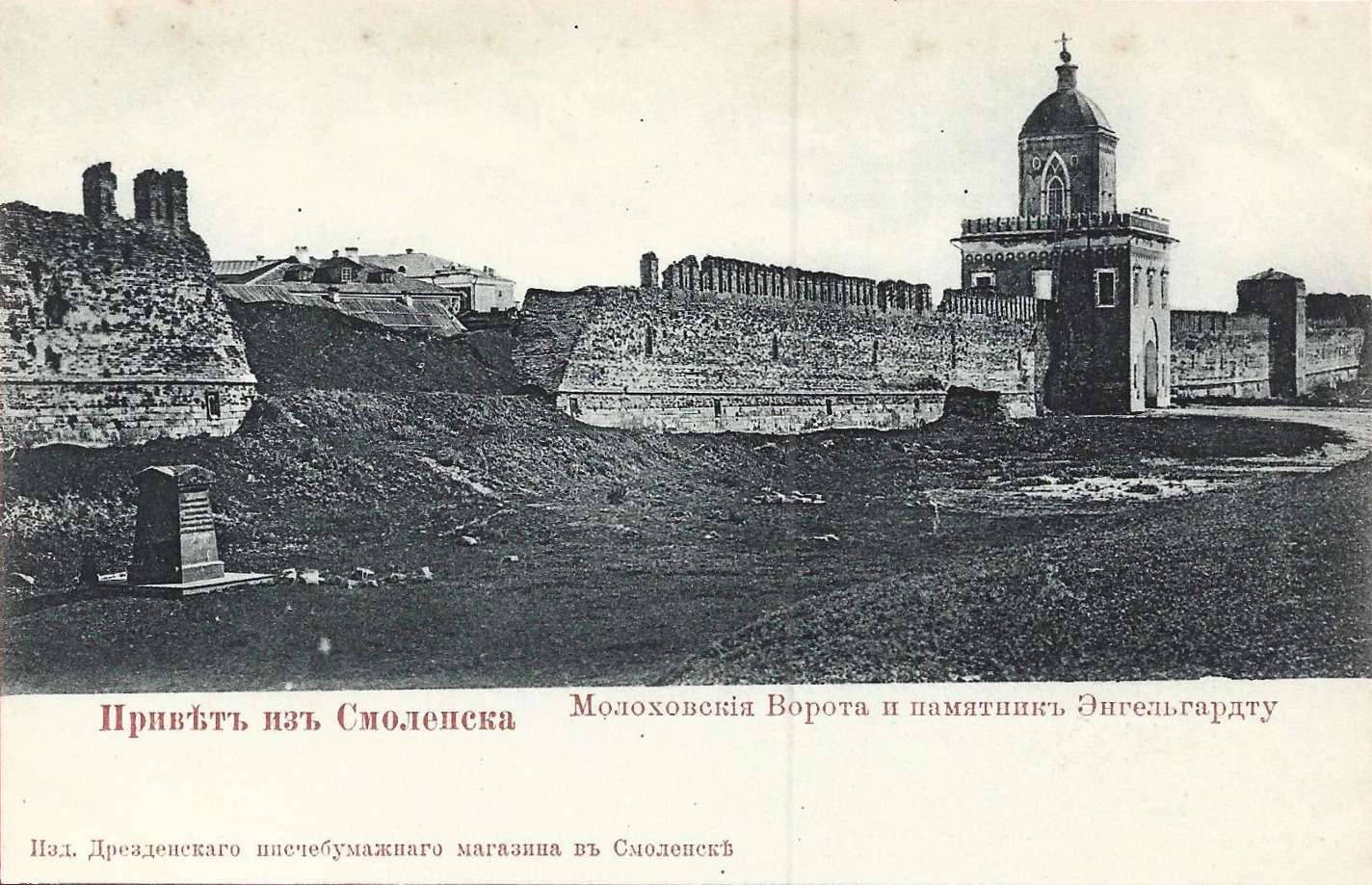
Вид на памятник Энгельгардту и Молоховские ворота

Родился в 1774 году в семье потомственных дворян из Поречского уезда Смоленской губернии. Учился в сухопутном кадетском корпусе, который окончил в 1787 году в звании поручика, после чего проходил службу в русской армии, в Военной коллегии. В звании подполковника вышел в отставку в 1807 году.
Когда в 1812 году французские войска захватили Смоленск, Энгельгардт совместно с несколькими другими помещиками вооружил крестьян и, руководя ими, организовал партизанский отряд, который начал нападать на подразделения противника. Энгельгардт лично участвовал в вылазках на вражеские отряды, в стычках лично убил 24 француза. Был выдан своими крепостными французам и 3 октября французский военный суд приговорил Энгельгардта к расстрелу. Французы пытались склонить Энгельгардта к сотрудничеству и предлагали ему звание полковника в наполеоновской армии, но тот отказался.
15 октября 1812 года Энгельгардт был расстрелян у Молоховских ворот Смоленской крепостной стены (ныне не существуют). В последний путь его провожал священник Одигитриевской церкви, первый смоленский историк Никифор Мурзакевич. По воспоминаниям очевидцев, перед расстрелом он прервал читавшего ему приговор конвойного, запретил завязывать ему глаза со словами: «Прочь! Никто не видел своей смерти, а я её буду видеть», простился с сослуживцами и приказал стрелять. Первоначально французы прострелили ему ногу, обещая отменить расстрел и вылечить Энгельгардта в случае согласия его на переход на их сторону, но тот вновь отказался. Тогда был дан залп из 18 зарядов, 2 из которых прошли в груди и 1 в живот. Энгельгардт остался жив и после этого. Тогда один из французских солдат убил его выстрелом в голову; 24 октября на том же месте был расстрелян другой участник партизанского движения — Семён Иванович Шубин.
Подвиг Энгельгардта был увековечен на мраморной доске в церкви 1-го кадетского корпуса, где он обучался. Российский император Александр I велел выплачивать ежегодную пенсию брату, племяннику и племяннице Энгельгардта. В 1833 году Николай I дал деньги на сооружение памятника Энгельгардту, который был установлен в 1835 году на месте его гибели. Памятник был уничтожен при Советской власти. В настоящее время на доме № 2 по улице Дзержинского, рядом со Сквером Памяти Героев, установлена мемориальная доска о расстреле Энгельгардта.
История П. И. Энгельгардта отражена в повести писателя Владимира Аристова «Дело подполковника Энгельгардта».